# Abri des Harpons
Ne pas confondre avec la grotte des Harpons à Cabrerets, Lot.
L'abri des Harpons est un abri sous roche préhistorique qui fait partie des grottes de Lespugue, également dénommées grottes de la Save, situées dans les gorges de la Save, dans la commune de Lespugue, en Haute-Garonne, en Pays Comminges Pyrénées, dans la région administrative Occitanie (auparavant Midi-Pyrénées), en France.
Il a été occupé principalement pendant le Solutréen et le Magdalénien. C'est l'une des rares séquences stratigraphiques solutréennes connues (en 2003) dans le piémont pyrénéen. Il a livré plusieurs pièces de mobilier décoré, dont une vénus magdalénienne sur bâton (ne pas confondre avec sa célèbre consœur, la vénus de la grotte des Rideaux, connue sous le nom de « Vénus de Lespugue »), une lampe à huile, des aiguilles à chas magdaléniennes…

## Situation, description
Les grottes de la Save se trouvent dans le sud-ouest du département de Haute-Garonne, dans les gorges de la Save, que suit la route D9g, sur la rive droite de la Save, dans la commune de Lespugue. Montmaurin se situe sur la rive gauche, et les grottes de Montmaurin se trouvent dans les gorges de la Seygouade, à quelque 2 km à l'ouest de la Save.
L'abri des Harpons est à environ 200 m en amont du pont de Gouërris et 600 m en aval de la grotte des Rideaux,,,.
Il est situé à quelque 50 m au-dessus de la rivière et a une profondeur d'environ 5 m.

## Historique
Le site est fouillé par René de Saint-Périer à partir de 1912 (1912-1914, puis 1920) ; associé à sa femme Suzanne, ces fouilles auraient duré jusqu'en 1930. Ensuite Louis Méroc y fait quelques recherches entre 1950 et 1961, alors qu'il est occupé principalement aux grottes de Montmaurin et en particulier dans la grotte de Coupe-Gorge.
Lorsque la route D9d dans les gorges de la Save est construite, les déblais provenant de l'abri des Harpons sont entamés et en partie utilisés comme remblais. Méroc y recueille un chopper et un chopping-tool en quartzite légèrement concrétionnés.
Plus récemment, Ducasse et al. (2017) réexaminent des industries solutréennes (niveau D) de l'abri des Harpons.

## Stratigraphie
En 1913 et 1914, Saint-Périer y reconnaît trois niveaux de remplissage magdalénien et un niveau de Solutréen supérieur,. Il note minutieusement les localisations des éléments des couches, ce qui permet de nos jours de replacer de nombreux éléments malgré leur dispersion. Selon Méroc (1959), la grotte a donné du Solutréen, du Magdalénien et de l'Azilien, ce dernier aussi mentionné par Lalande qui cite également, en surface, un dépôt de l'âge du bronze. Mais pour San Juan (2003), la stratigraphie commence au Solutréen et se termine au Magdalénien, incluant tous les niveaux du Magdalénien de l'Azilien au Magdalénien ancien ; le seul site comparable pour une telle série stratigraphique est la grotte de Troubat dans les Hautes-Pyrénées.

Schéma de la stratigraphie (St-Perier 1920)
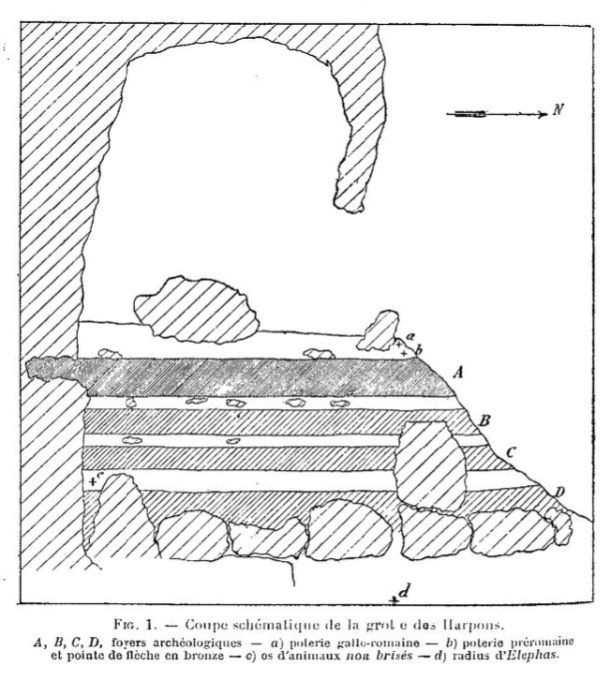

### Niveau A - Magdalénien supérieur

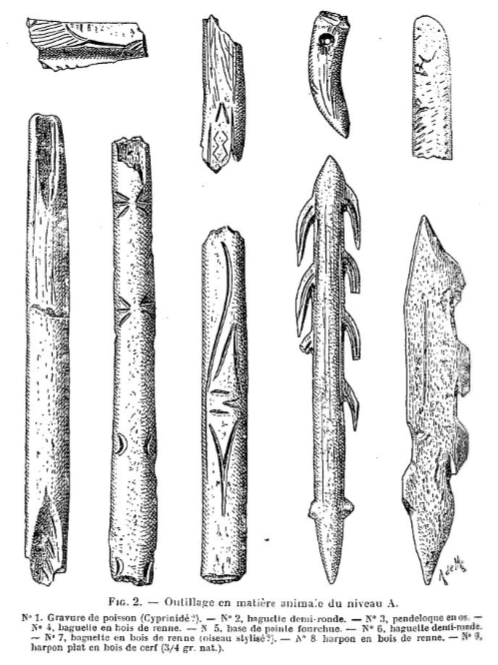
Industrie osseuse, niveau A

Ce niveau de Magdalénien supérieur est celui qui a livré dans sa couche supérieure a livré le bois de renne gravé d'une figure féminine ou « Vénus des Harpons » (voir ci-dessous la sous-section « Mobilier » → « Vénus magdalénienne sur baguette »). Il est marqué par une couche supérieure de harpons plats, surmontant une couche de harpons à double rang de barbelures accompagnés d'os gravés, puis une couche inférieure de harpons à un seul rang de barbelures.
Saint-Périer interprète les pièces dessinées sur l'image ci-contre comme : 
1 : gravure de poisson (Cyprinidé ?) • 2 : baguette demi-ronde • 3 : pendeloque en os • 4 : baguette en bois de renne • 5 : base de pointe fourchue • 6 : baguette demi-ronde • 7 : baguette en bois de renne (oiseau stylisé ?) • 8 : harpon en bois de renne • 9 : harpon plat en bois de renne
L'image ci-dessous (fig. 4) montre un os gravé dont la base porte des encoches : selon Saint-Périer, sur l'une des faces (figure n° 1, dessin du haut) est représentée une tête d'animal vue de face (une tête d'ours selon lui) encadrée par deux traits figurant des flèches, et un poisson ; sur l'autre face (fig. n° 2, dessin du bas), une tête de cheval vue de profil ; le corps du cheval est en vue fuyante et se termine de façon indistincte ; au-dessus, une tête d'animal (antilope saïga selon Saint-Périer) : front bombé, œil très haut dans la face, début du mufle et grande corne annelée. Niveau A (Magdalénien final ou début Azilien).

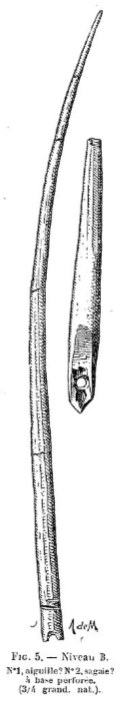
Niveau B -
1 : aiguille ;
2 : sagaie (?)

Niveau A (Magdalénien supérieur)
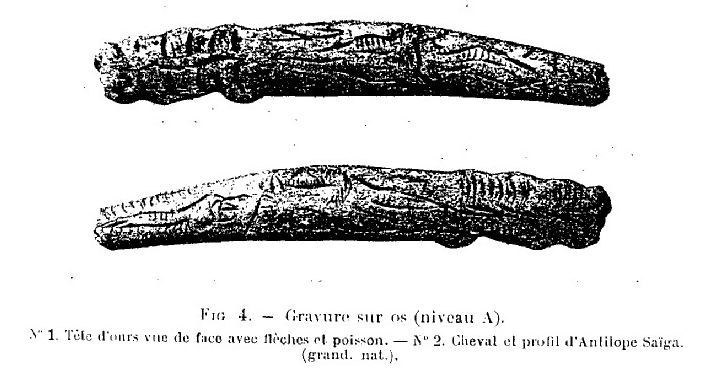
Fig. 4. Gravures sur os (Saint-Périer, 1920)
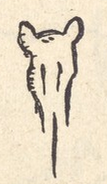
Schéma de la tête d'ours

### Niveau B - Magdalénien
Ce niveau est séparé du niveau A par 20 cm d'argile rouge. Il ne contient aucun harpon.

Niveau B (Magdalénien)
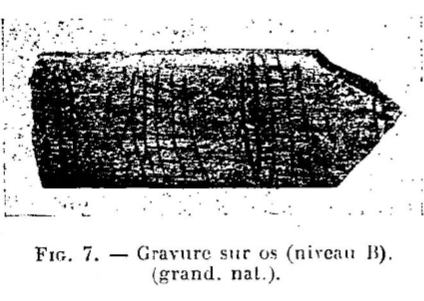

### Niveau C - Magdalénien ancien
Les silex sont grossièrement taillés ; les sagaies sont courtes et épaisses, à biseau simple. Ce niveau contient des armes faites d'extrémités de bois de renne, appointées et trop longues pour pouvoir servir d'arme de jet - le plus grand mesure 58 cm. Ces pièces font des poignards efficaces ou des pointes de lance. Une pendeloque en bois de renne (ci-dessous, pièce n° 2) est gravée d'un profil de cheval portant une crinière hérissée sur toute la longueur de son dos. Un fragment d'os (ci-dessous, pièce n° 4) est gravé de lignes rectilignes de longueurs variées, que Saint-Périer interprète comme des représentations de flèches.

Niveau C (Magdalénien ancien)
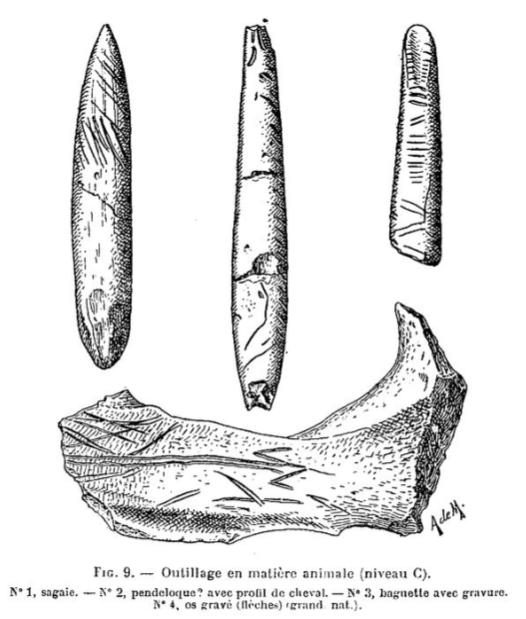
Pendeloques et os gravé

### Niveau D, Solutréen supérieur et Badegoulien
Cette base du remplissage du Solutréen supérieur est l'une des rares séquences stratigraphiques solutréennes connues dans le piémont pyrénéen, datée par le carbone 14 à 21 020 ± 130 ans AP pour le Solutréen ancien et 17 670 ± 80 ans AP pour le Solutréen supérieur. Selon Saint-Périer, certains outils sont si archaïques qu'ils pourraient se rapporter au Moustérien.
Plus récemment, l'industrie de ce niveau est réexaminée par Ducasse et al. (2017). Ils constatent que cet ensemble solutréen est très hétérogène ; et qu'il inclut aussi des raclettes typiques dont les datations associées indiquent la présence du Badegoulien dans cette zone intermédiaire entre l'Espagne et la France, toile de fond du débat entre deux tendances opposées quant à l'évolution des cultures préhistoriques du sud-ouest de l'Europe pendant le dernier maximum glaciaire (23000-19000 ans cal. AP.
Foucher et San Juan déterminent que les outils lithiques de la couche D relèvent d'au moins deux niveaux de Solutréen, malheireusement mélangés en un seul.

Niveau D (Solutréen)
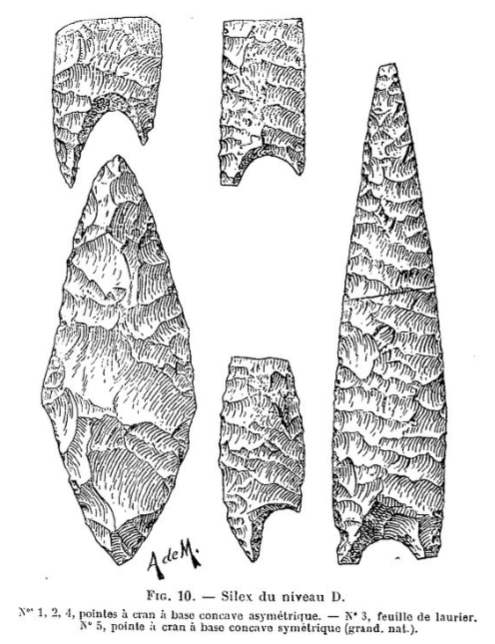
Pointes en silex
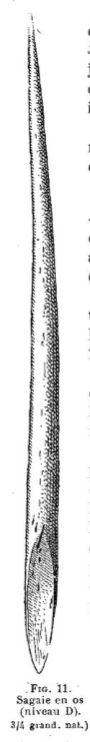
Sagaie en os

## Faune
Deux phalanges unguéales de cheval trouvées par René de Saint-Périer dans le niveau A (Magdalénien supérieur) portent dans les scissures plantaires et sur la face inférieure des traces de coups allant en convergeant du bord postérieur au bord antérieur. Une phalange unguéale de cheval provenant de la couche du niveau В (Azilien) de la grotte de Gouërris porte les mêmes traces, ainsi que 21 des 103 phalanges unguéales de l'abri de la Madeleine (Dordogne).
L'abri des Harpons est, avec l'abri de Plantade à Bruniquel, l'un des deux seuls sites connus au nord des Pyrénées dont les couches archéologiques datées du Tardiglaciaire aient livré des restes de marmotte.
Isturitz et Lespugue sont les deux seuls sites pyrénéens connus (en 1982) à avoir livré des fossiles d'antilope saïga - alors que ces fossiles abondent en Gironde et en Charente. Cet animal apparaît dans la région à deux périodes du Pléistocène : le Riss III (froid et sec) et le Würm IV qui correspond au Magdalénien moyen.

## Mobilier

### Vénus magdalénienne sur baguette

#### Datation
La « vénus des Harpons » provient du niveau A du remplissage de la grotte. Son style correspond tout à fait à celui des figures du Magdalénien final, et la couche stratigraphique qui la contenait est marquée par la présence de harpons de différents modèles pour lesquels Saint-Périer a laissé le détail précis de leurs localisations respectives ainsi que la localisation de cette Vénus.

#### Découverte
Elle a été identifiée par Michel Allard le 16 avril 1986 parmi les pièces de la collection Saint-Périer recueillies en 1912 dans cette cavité - plus exactement sur un moulage de l'original, ce dernier n'ayant pas été retrouvé en 1986 malgré les recherches de Henri Delporte au musée d'Archéologie nationale (où se trouve la plus grosse partie de la collection Saint-Périer) et celles de Michel Sakka au musée de l'Homme (où se trouve la Vénus de Lespugue provenant des Rideaux),. Adrien de Mortillet en avait effectué un dessin publié par Saint-Périer en 1920 ; et le moulage avait été confié à la mairie de Lespugue où Allard l'a trouvé en 1986. À la suite de la publication d'Allard (1988), l'original est retrouvé au plus tard en 1990 au musée de Saint-Gaudens, auquel Suzanne de Saint-Périer avait légué plusieurs pièces de la collection Saint-Périer pour l'exposition mise sur pied en juin 1967 par le Spéléo-club du Comminges.
Saint-Périer avait précautionneusement proposé une représentation d'oiseau, sans s'aventurer au-delà du point d'interrogation. Allard n'a réalisé la vraie nature du sujet de la gravure qu'en l'observant sous éclairage rasant. Les photos de la fig. 14 dans Allard   1993, p. 66 permettent d'identifier cette représentation féminine plus facilement en montrant les reliefs de l'objet plus clairement que ne le font les dessins.

#### Description

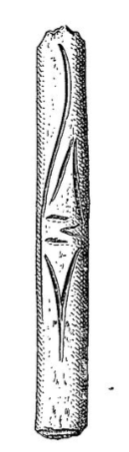
Vénus des Harpons

Cette Vénus des Harpons est gravée sur un bâton en bois de renne épais de 11 mm, de 13 mm de largeur moyenne et de 11 cm de long.
La figure est complète et son support semble entier sauf peut-être pour l'extrémité supérieure dont le moulage est légèrement différent du dessin de Mortillet. La silhouette générale, dans la même ligne que son support, est svelte et à peu près rectiligne.
La gravure, exécutée avec des traits nets et profonds, est complétée par un léger modelé - Allard parle de « relief écrasé ». D'autres œuvres magdaléniennes présentent le même relief léger : la figure de batracien sur une sagaie à double biseau et les têtes de chevaux sur bâton percé de Fontalès (Saint-Antonin-Noble-Val, Tarn-et-Garonne) ; le canard en gravure et champlevé sur tige en bois de renne de la grotte de Gourdan (Haute-Garonne) ; la silhouette humaine gravée en champlevé discret sur un bâton percé du Mas-d'Azil.
Le tout forme une figure très sobre, presque schématique et pourtant très réaliste. Comme la plupart des représentations de figures féminines de l'époque, le tronc est exprimé en détail alors que les extrémités (tête et membres) sont escamotées ; mais ici les cuisses sont présentes presque jusqu'aux genoux et il semble que la figure montre l'aisselle et une amorce du bras droit. Trois incisions transversales sur le ventre pourraient marquer une légère inclinaison du tronc vers l'avant.
Le flanc gauche n'est pas marqué ; il est possible que cette gravure ait été exécutée pour être regardée légèrement de biais, en ne voyant que le flanc droit. Une autre perspective fait envisager une position allongée sur le dos, taille et bassin légèrement fléchis et le bras droit rejeté en arrière - quoique Duhard y voit le cou en prolongement plutôt qu'un bras relevé.
Sa symétrie générale, très marquée, tend à occulter la figure féminine représentée - ce qui explique que Mortillet et Saint-Périer, malgré leur expérience, aient manqué de la reconnaître.
Cette représentation est d'un style très différent de sa célèbre consœur de la grotte des Rideaux, mais est par contre très proche des deux Vénus signalées par J.A. Moure Romanillo (es) dans la grotte de Tito Bustillo en Espagne, qui sont gravées sur des bâtons osseux de dimensions similaires (10,7 cm et 11,2 cm).
Abstraction faite de la présence des cuisses, Allard mentionne des Vénus similaires : une gravée sur bois de renne provenant de la grotte du Rond-du-Barry (Polignac, Haute-Loire) ; deux sur plaquettes calcaires de la grotte de la Roche et une de la Gare de Couze (deux sites sur Lalinde, Dordogne) ; sur plaquette calcaire de Fontalès (Tarn-et-Garonne) ; et les très nombreuses statuettes et gravures féminines de Gönnersdorf (en) (Rhénanie-Palatinat, Allemagne). Si cette figure est en position couchée, elle se rapproche alors des figures féminines de la Magdeleine (Penne, Tarn) et du Gabillou (près de Mussidan, Dordogne). Noter que toutes les « Vénus » allongées connues du Paléolithique supérieur sont du Magdalénien final de la région Pyrénées-Aquitaine.

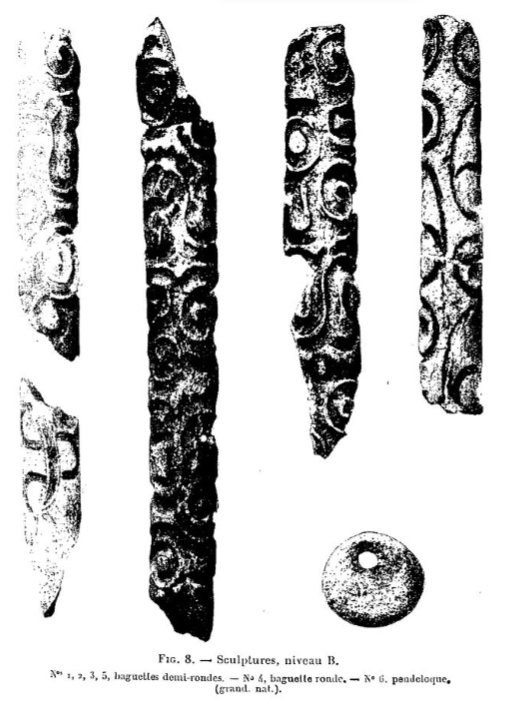
Baguettes décorées. Niveau B

### Autres baguettes décorées
L'abri livre un ensemble de baguettes décorées, dont une baguette demi-ronde au décor spiralé en relief, une décoration sur baguette que l'on rencontre exclusivement dans une zone allant d'Isturitz à Lespugue c'est-à-dire la partie occidentale des Pyrénées, soit une étendue d'environ 150 km de long.

### Chevaux
Utrilla et al. (2004) mentionnent une pièce de mobilier décorée de chevaux, avec la convention de l'occultation partielle derrière l'animal voisin.

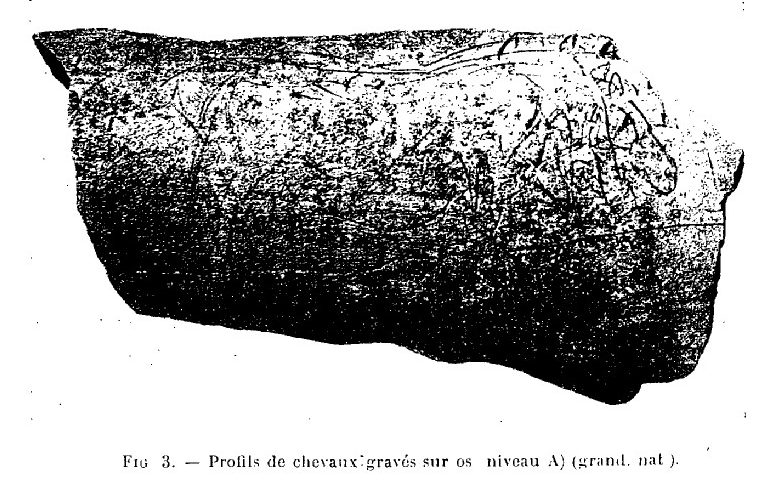
Profils de chevaux gravés sur os. Niveau A
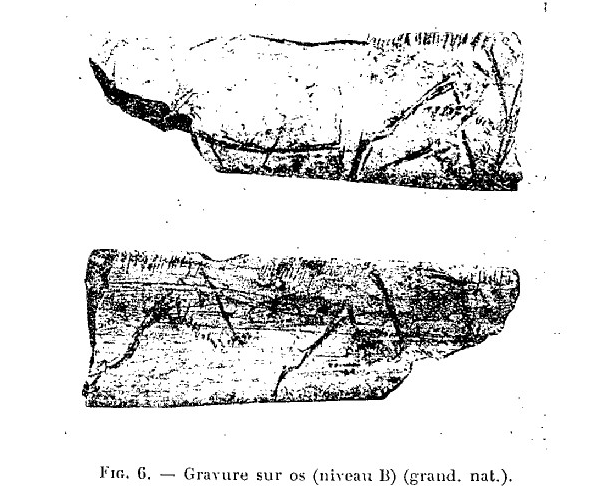
Chevaux gravés sur os (en haut : adulte et poulain ?). Niveau B

### Lampe
Une lampe se trouvait à 1,80 m de profondeur, dans le niveau B que Saint-Périer attribue au Magdalénien moyen. Saint-Périer la dit façonnée dans un bloc de calcaire, et incomplète : il ne reste qu'une partie du manche et la partie de la cuvette attenante au manche, ce morceau mesurant 8,5 × 5,1 cm pour une épaisseur de 6,1 cm. Sa base est plane et bien stable. Sa surface a été régularisée par polissage. La cavité porte des traces de raclage. Deux groupes de traits parallèles sont gravés sur un des côtés. La portion découverte ne porte pas de traces de charbon / combustion - Saint-Périer rappelle que ces traces se trouvent généralement sur le côté du bol opposé au manche,.
A.H. Bastin et J. Chassaing (1940) mentionnent deux lampes provenant des Harpons, mais Sophie Archambault de Beaune - qui a étudié en détail les lampes paléolithiques - n'a trouvé aucun document concernant une seconde lampe, y compris dans Saint-Périer qui n'en mentionne qu'une.

### Divers
Aiguilles à chas
Le niveau B (Magdalénien III ou IV) et le niveau azilien de l'abri des Harpons ont livré des aiguilles à chas.

## Industrie lithique
Les silex des Petites Pyrénées sont à l'origine de 45% de l'outillage lithique de l'abri des Harpons ; celui dit « silex bleu » pyrénéen, bien adapté à la taille plane bifaciale, forme à lui seul 28% des supports de pièces solutréennes. Mais 34% du total de l'outillage lithique de l'abri proviennent de sites allochtones, principalement de Chalosse (38% pour le niveau D solutréen) mais aussi de Dordogne.
Cet outillage est de même nature que celui d'une petite série de grottes préhistoriques du sud-ouest français. Sauvet et al.   (2008) donnent l'exemple de trois grottes dans les Pyrénées-Atlantiques : Isturitz, Azkonzilo (Irissarry), Haréguy (Aussurucq) ; et la grotte du Pape (Brassempouy, Landes), qui ont livré quelques rares pointes à base concave alors que plus de la moitié des exemplaires connus en 2008 proviennent des Asturies. À l'époque de sa découverte, le seul autre site solutréen connu est Gourdan à environ 30 km de Lespugue,. Le nombre de ces pointes trouvées au long de la côte cantabrique se raréfie en allant vers l'est, ce qui corrobore l'affirmation de René de Saint-Périer en ce que les Solutréens du sud-ouest français venaient d'Espagne. Cette expansion limitée de certains types d'outils révèle des variations régionales et des échanges limités.

## Protection
L'abri des Harpons fait partie de l'« Ensemble des grottes et abris préhistoriques de la vallée de la Save », classé comme monument historique depuis le 28 décembre 1972. Il s'agit des grottes situées sur la parcelle cadastrale A 49, pour les sites archéologiques nos 31295-1 à 5 AP, dans le bois de Saint-Martin. Le classement en monument historique n'inclut donc pas la grotte de Gouërris.